# Michaela Kuklová
Michaela Kuklová (* 8. dubna 1968 Praha) je česká herečka, dabérka a malířka. Oblíbenou se stala především díky rolím pohádkových princezen. V hlavních rolích účinkovala i v zahraničních filmech.

## Profesní život
Herectví se začala věnovat, když ji bylo dvanáct roků. Ve třinácti letech Michaela dostala svou první hlavní roli v inscenaci Hrej, jak kvetou stromy, po které už následovala řada inscenací, pohádek, seriálů, i filmů, např. Skleněný dům, Poklad hraběte Chamaré, Třetí skoba pro kocoura, My všichni školou povinní, Hledám dům holubí atd. Popularitu jí v osmnácti letech přinesla pohádka O princezně Jasněnce a létajícím ševci. Z výběru filmografie: Učitel tance, Divoká srdce, Obyčejná koňská historie, Příliš hlučná samota, Playgirls, Z pekla štěstí, Andělská tvář, Ruth to vidí jinak, Světla pasáže, Ordinace v růžové zahradě a mnoho dalších. Po studiích na DAMU hrála v Činoherním klubu v Praze a v Ústí nad Labem. Posléze se věnovala pouze natáčení, a to i v zahraničních produkcích. Zahrála si v německé pohádce Princezna Husopaska (Lisa), v rakousko-francouzsko-polském filmu Nadin, moje láska (Nadine), v rakouském filmu Joint venture (Eva), v seriálu Der spritzen Karli, v italských pohádkách, německých kriminálkách (např. Místo činu) aj. Na divadelní prkna se vrátila v roce 2004 v muzikálu Pokrevní bratři v roli Lindy, v divadle Kalich hrála Elišku v muzikálu Tajemství, nebo Polly v muzikálu Jack Rozparovač, v divadle Hybernia Bílou královnu v Alence v kraji zázraků, v Hudebním divadle Karlín hraje v rodinném muzikálu Královna Kapeska. Hrála v představeních Duchu, jsi přítomen?, Tři v háji, Můžu k tobě? Ráda se věnuje dabingu, účinkuje v divadle Gong, v Divadle u Hasičů a v zájezdových představeních Ani za milión! (Jacqueline), Liga proti nevěře (Annie), Když se zhasne (Nina), Příště ho zabiju sám (Pamela). Občas natáčí (naposledy 13. komnata), je i příležitostnou malířkou.

## Osobní život
Jejím manželem (cca v letech 1992–2007) byl herec Jiří Pomeje. Do roku 2011 byla ve vztahu s Romanem Holomkem, se kterým má syna Romana (* 2008).
V roce 2017 byla ve vztahu s Jiřím Kášem. Od roku 2019 byla s partnerem Josefem Wittnerem, se kterým se i zasnoubila, ke svatbě však nedošlo a jejich vztah ztroskotal v roce 2021.
V únoru 2020 oznámila, že onemocněla karcinomem prsu. V současnosti je její zdravotní stav bez komplikací.

## Role

### Divadelní role[1]
- 2004 William Russell: muzikál Pokrevní bratři – Linda
- 2005 Daniel Landa: muzikál Tajemství, Divadlo Kalich – Eliška
- 2007 Vašo Patejdl: Jack Rozparovač, Divadlo Kalich - Glorie
- 2012 Michal Viewegh, Halina Pawlowská, Iva Hercíková, Miroslav Oupic: komedie Tři v háji, Divadlo Artur – Kristýna
- 2012 Miroslav Oupic, Jindřich Kriegel: komedie Hledám milence, zn. spěchá, Divadlo Artur – Milada
- 2013 Miroslav Oupic, Jindřich Kriegel: komedie Můžu k tobě?, Divadlo Artur – Kubíčková
- 2014 Michaela Doležalová, Roman Vencl: komedie Ani za milion!, agentura Nord Production – Jacqueline
- 2015 Zdeněk podskalský, komedie Liga proti nevěře, agentura Nord Production – Annie
- 2016 Jan Pixa, Alena Pixová, Vašo Patejdl: rodinný muzikál Alenka v kraji zázraků, Pixa-pro – máma Alenky / Bílá královna
- 2018 Ray Cooney: Příště ho zabiju sám! – Pamela Willeyová
- 2019 Michaela Doležalová, Roman Vencl: komedie Když se zhasne, agentura Nord Production – Nina
- 2019 Alena Pixová, Jan Pixa, Tomáš Beran: Královna Kapeska, Pixa-pro – královna Katka
- 2021 Sébastien Thiéry prachy jako by z nebe padaly – Laurence
- 2022 Jan Pixa, Alena Pixová, Vašo Patejdl – Alenka v kraji zázraků (obnovená premiéra v HDK) – máma Alenky / Bílá královna

### Filmové a televizní role[1]
- 1981 Hrej, jak kvetou stromy – Eva
- 1981 Skleněný dům – Anežka
- 1982 Škola hrou
- 1982 Za všechno může trpaslík
- 1982 Nejhlavnější hodinky na světě
- 1983 Třetí skoba pro Kocoura – Lucie
- 1984 Poklad hraběte Chamaré – Frantina
- 1984 My všichni školou povinní
- 1984 Malý Demosthenés
- 1985 Hledám dům holubí – Markéta
- 1985 Mládě
- 1985 Třetí patro
- 1985 Duhová kulička
- 1987 O princezně Jasněnce a létajícím ševci
- 1987 Zykovovi
- 1987 Balónová pohádka
- 1987 Poslední kapitulace
- 1988 Princezna Husopaska (Německo)
- 1988 Nadine, meine Liebe (Německo, Francie, Polsko)
- 1989 Divoká srdce – nevěsta Michaila Jaroslavna
- 1989 Kam letíš, letadlo?
- 1991 O třech stříbrných hřebenech – Anička
- 1992 Přítelkyně z domu smutku
- 1992 Náhrdelník
- 1993 Hotýlek v srdci Evropy – Milka
- 1994 Učitel tance – Eržika
- 1995 Der spritzen Karli (seriál Rakousko)
- 1995 Nováci , epizoda Zlatá klec
- 1995 Detektiv Martin Tomsa
- 1995 O moudré Sorfarině - Sorfarina
- 1995 Příliš hlučná samota – Tyrkysová cikánka
- 1995 Playgirls – Štěpánka
- 1995 Playgirls 2 – Štěpánka
- 1996 O třech rytířích, krásné paní a lněné kytli – Láska
- 1996 Sestřička a princ ze snů (Itálie)
- 1996 O sirotkovi z Radhoště
- 1996 O mrňavém obrovi
- 1997 Hra na smrt (Německo)
- 1997 Místo činu – Die mörderische Suche (Německo)
- 1997 O perlové panně – Linda
- 1999 Všichni moji blízcí – paní Freimanová
- 1999 Z pekla štěstí – Markýtka
- 2000 Začátek světa – Marie
- 2001 Z pekla štěstí 2 – Markýtka
- 2002 Zatracení – konzulka Chalupská
- 2002 Andělská tvář – Charlotta Collierová
- 2005 3+1 s Miroslavem Donutilem
- 2007 Světla pasáže (seriál)
- 2011 4teens
- 2013 Ordinace v růžové zahradě II
- 2014 Ordinace v růžové zahradě II
- 2015 Stopy života
- 2018 Rodinné vztahy
- 2025 ZOO Nové začátky

### Rozhlasové role
- 1991 Tři veteráni. Na motivy Jana Wericha napsala Helena Sýkorová. Hráli: Ladislav Mrkvička, Karel Heřmánek, Alois Švehlík, Věra Kubánková, Jitka Molavcová, Yvetta Blanarovičová, Josef Vinklář, Michaela Kuklová, Jiří Lír, Jiří Binek, Antonín Hardt, Dagmar Weinlichová a František Němec. Hudba Miroslav Kořínek. Dramaturgie Eva Košlerová. Režie Karel Weinlich.